# Список учасників саміту БРІКС
Це список лідерів країн БРІКС на кожному саміті БРІКС з моменту заснування групи в 2009 році.
БРІКС проводить щорічний саміт, у якому бере участь лідер кожної держави чи уряду. Щороку глави урядів по черзі обіймають посаду президента, завданням якого є визначення порядку денного та проведення щорічного саміту.
У 2023 році замість Путіна Росію представляв Лавров .
| саміт рік, хост        | Країна                    | Країна        | Країна         | Країна      | Країна          |
| саміт рік, хост        | Бразилія                  | Росія         | Індія          | Китай       | Південна Африка |
| ---------------------- | ------------------------- | ------------- | -------------- | ----------- | --------------- |
| 1-й 2009 рік Росія     | Луїс Інасіо Лула да Сілва | Діма Медведєв | Манмохан Сінгх | Ху Цзіньтао |                 |
| 2-й 2010 рік Бразилія  | Луїс Інасіо Лула да Сілва | Діма Медведєв | Манмохан Сінгх | Ху Цзіньтао |                 |
| 3-й 2011 рік КНР       | Ділма Русефф              | Діма Медведєв | Манмохан Сінгх | Ху Цзіньтао | Джейкоб Зума    |
| 4-й 2012 рік Індія     | Ділма Русефф              | Діма Медведєв | Манмохан Сінгх | Ху Цзіньтао | Джейкоб Зума    |
| 5-й 2013 рік ПАР       | Ділма Русефф              | Вова Путін    | Манмохан Сінгх | Сі Цзіньпін | Джейкоб Зума    |
| 6-й 2014 рік Бразилія  | Ділма Русефф              | Вова Путін    | Нарендра Моді  | Сі Цзіньпін | Джейкоб Зума    |
| 7-й 2015 рік Росія     | Ділма Русефф              | Вова Путін    | Нарендра Моді  | Сі Цзіньпін | Джейкоб Зума    |
| 8-й 2016 рік Індія     | Мішель Темер              | Вова Путін    | Нарендра Моді  | Сі Цзіньпін | Джейкоб Зума    |
| 9-й 2017 рік КНР       | Мішель Темер              | Вова Путін    | Нарендра Моді  | Сі Цзіньпін | Джейкоб Зума    |
| 10-й 2018 рік ПАР      | Мішель Темер              | Вова Путін    | Нарендра Моді  | Сі Цзіньпін | Сиріл Рамафоса  |
| 11-й 2019 рік Бразилія | Жаїр Болсонаро            | Вова Путін    | Нарендра Моді  | Сі Цзіньпін | Сиріл Рамафоса  |
| 12-й 2020 рік Росія    | Жаїр Болсонаро            | Вова Путін    | Нарендра Моді  | Сі Цзіньпін | Сиріл Рамафоса  |
| 13-й 2021 рік Індія    | Жаїр Болсонаро            | Вова Путін    | Нарендра Моді  | Сі Цзіньпін | Сиріл Рамафоса  |
| 14-й 2022 рік КНР      | Жаїр Болсонаро            | Вова Путін    | Нарендра Моді  | Сі Цзіньпін | Сиріл Рамафоса  |
| 15-й 2023 рік ПАР      | Луїс Інасіо Лула да Сілва | Сергій Лавров | Нарендра Моді  | Сі Цзіньпін | Сиріл Рамафоса  |